# Théories conspirationnistes sur le programme Apollo

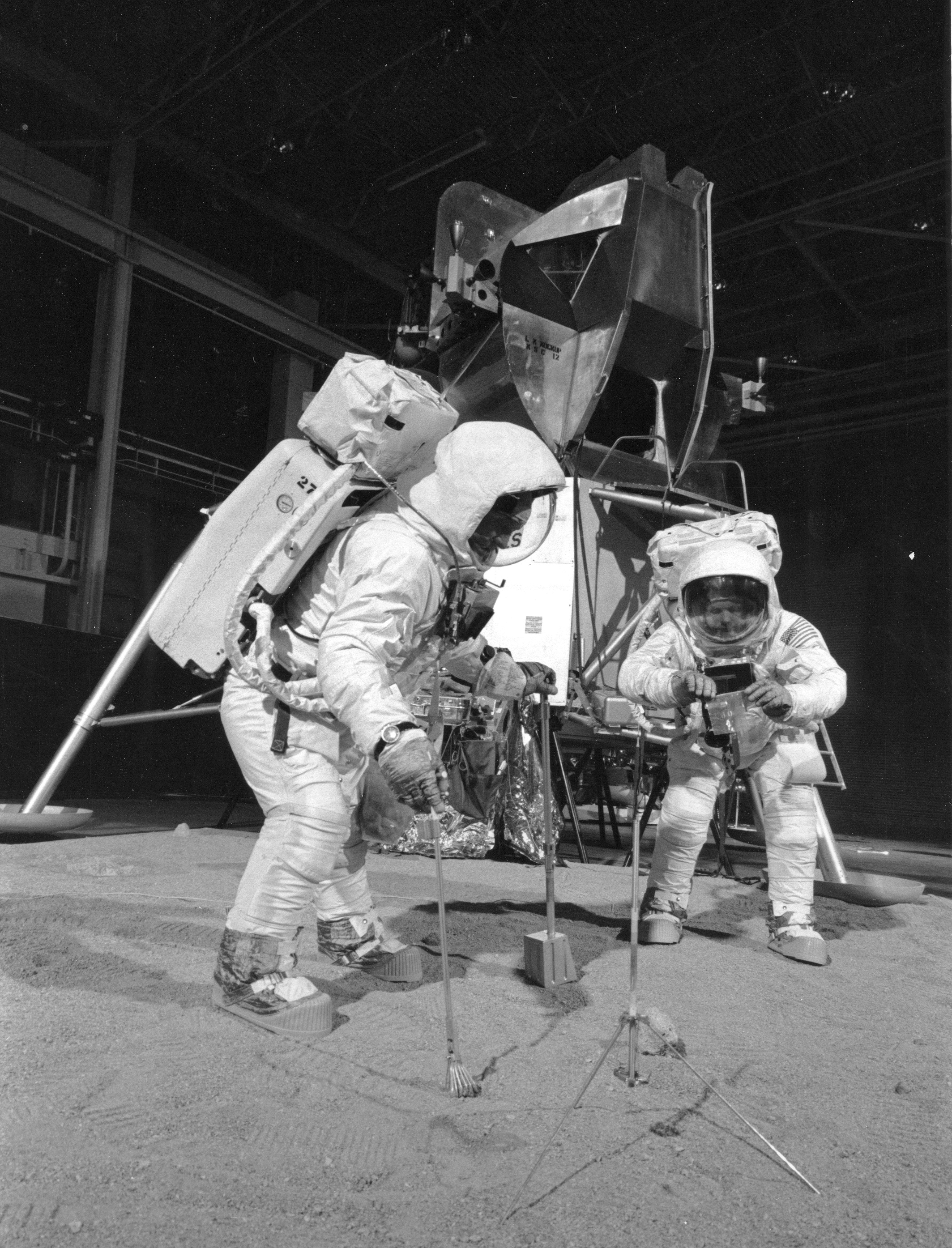
Buzz Aldrin et Neil Armstrong s'entraînent dans un décor lunaire de la NASA. Les tenants des rumeurs estiment que la mission entière a été filmée dans des décors tels que celui-ci.

Les théories conspirationnistes sur le programme Apollo sont une série de récits populaires prenant le contrepied des informations officielles : selon ces théories complotistes, les vaisseaux du programme Apollo ne se seraient jamais posés sur la Lune et il s'agirait d'une mise en scène réalisée sur Terre. 
Les arguments invoqués peuvent être divisés en trois catégories :
- ceux qui mettent en doute l'authenticité des documents ;
- ceux qui mettent en doute la véracité des missions ;
- ceux qui présentent les mobiles à l'origine d'une telle désinformation.

En 2009, les photographies, des sites d'atterrissage et des objets laissés par les différentes missions Apollo sur le sol lunaire (étages d'atterrissage des LEM, traces d'activité, équipements ALSEP, etc.), ainsi que des traces sur le sol lunaire ont donné une nouvelle actualité au débat.

## Historique
À l'époque du débarquement sur la Lune (années 1960), il existe déjà une petite minorité d'incrédules qui se recrutent aux États-Unis dans les classes sociales les plus défavorisées, coupées de toute connaissance scientifique, et parmi les minorités qui se méfient a priori de tous les discours officiels. L'audience de la thèse du canular lunaire (« moon hoax ») s'élargit dans les années 1970 lorsqu'un climat de défiance vis-à-vis des institutions s'installe dans de grandes parties de la population américaine, dans le sillage du scandale du Watergate et de la guerre du Vietnam. Les classes défavorisées se recrutaient majoritairement parmi les Noirs, lesquels, pendant la guerre du Viet-Nam - qu'on découvrit, en 1968, impossible à gagner -, ont été, en valeur relative, plus souvent incorporés dans l'armée que les Blancs aisés. L'annonce, en avril 1970, d'une intervention militaire préparée secrètement au Cambodge, en violation des principes constitutionnels, a pu étendre au-delà de cette classe sociale ce scepticisme. Également la mise en lumière archivée du passé nazi du savant allemand Wernher von Braun, sans lequel le pari de John Kennedy d'une réussite de l'objectif pour 1969 n'aurait pas été possible, a pu jeter le trouble. Sous prétexte que la fin a effectivement justifié les moyens, il faudrait croire qu'elle a également justifié la programmation très hasardeuse d'un tel canular. Mais ce soupçon est peut-être aussi utilisé dans le mythe des ovnis du IIIe Reich.
En 2001, une émission diffusée sur la chaîne de télévision Fox est consacrée aux théories de la conspiration ; son épisode Avons-nous été sur la Lune ? diffuse largement les pseudo-témoignages scientifiques qui démontreraient que la NASA aurait organisé une vaste supercherie. Le scandale des armes de destruction massive en Irak en 2002 engendre une nouvelle vague de scepticisme justifiée par les faits. Dans l'ensemble, les années 2000 voient fleurir les théories du complot, s'attaquant de manière systématique à toutes les affirmations et publications émanant de sources officielles (gouvernements, organismes publics, organismes de recherche), théories dont la diffusion auprès d'un vaste public est favorisée par Internet. Ce mouvement général contribue à amplifier, notamment, la diffusion de la théorie du faux débarquement sur la Lune. Cette thèse continue aujourd'hui à trouver des partisans pour les raisons déjà citées, mais sans doute également parce que l'événement est si éloigné de toute expérience personnelle qu'il dégage un sentiment d'irréalité chez les générations qui n'ont pas vécu la course à l'espace des années 1960.

## Manifestations
Les inspirations médiatiques des rumeurs sont variées : depuis une bande dessinée comme Le Cosmoschtroumpf (1970) jusqu'au film à grand succès de la série James Bond Les diamants sont éternels (1971),  ainsi que Capricorn One (1978) de Peter Hyams  en passant par le faux documentaire Opération Lune (2002) ou des films comme Apollo 18 (2011) ou Moonwalkers (2015), les scénaristes rivalisent de conspirationnisme amusé. La publicité autour de cette théorie résulte parfois de calculs politiques : en 2015, par exemple, le représentant officiel du Comité d'enquête russe, proche de Vladimir Poutine, Vladimir Markine, estime qu'une enquête internationale devrait être lancée sur les missions lunaires américaines, en particulier sur la première : il n'affirme pas que « le vol n’a pas eu lieu et que tout a été tourné dans un studio », mais il s'interroge « sur une pellicule disparue, celle qui avait été effectuée par des astronautes sur la Lune. Ou bien sur les 400 kilos prélevés sur la Lune, que personne n’a jamais vus ». Pour The Moscow Times, il s'agit d'une réponse du Kremlin à l'enquête pour corruption lancée en mai 2015 par le FBI à l'encontre de la FIFA pour l'attribution de l'organisation de la coupe du monde de football 2018 à la Russie,.

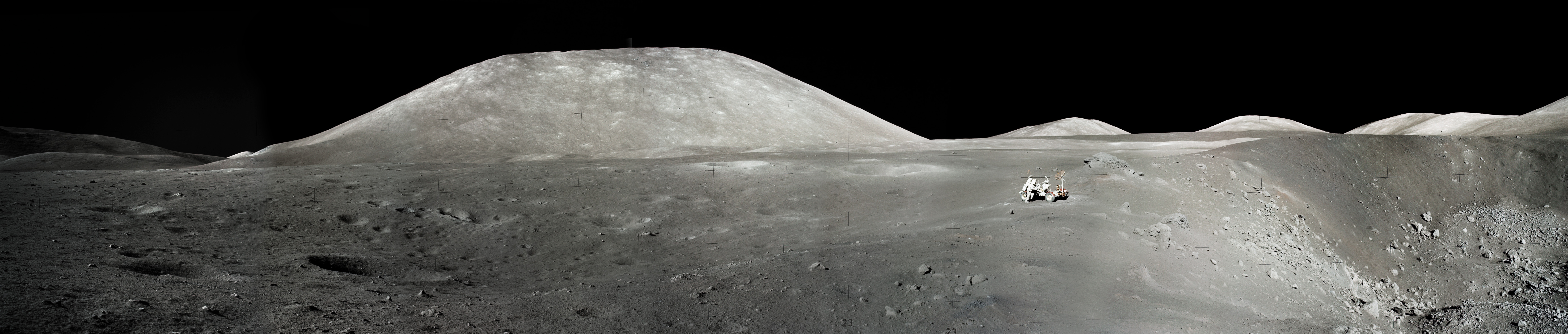
Panorama pris durant la mission Apollo 17 : une reconstitution proprement hollywoodienne si on accrédite la théorie du complot.

## Arguments

### Authenticité des documents
| |  |  |
| Buzz Aldrin saluant le drapeau, et photo prise quelques secondes après ; le drapeau n'a pas changé de position. |  |  |

On donne ci-après les principales objections et mises en doute concernant l'authenticité des documents. Chacune est résumée dans un titre, puis développée en quelques phrases. Elle est suivie d'une contre-argumentation dans un texte en décalage.

Montage animé des deux images.

- Le drapeau flotte au vent alors qu'il n'y a pas d'air. Quand les astronautes posent le drapeau des États-Unis sur la Lune, celui-ci « flotte » au vent, alors qu'il n'y a pas d'atmosphère sur la Lune.

Contre-argument : le drapeau ne flotte pas, il donne l'air de flotter en raison de son aspect plissé. Il est en fait fabriqué dans une toile renforcée de fil de fer rigide imitant l'aspect fripé d'un drapé battant dans le vent et soutenu par une potence pour le faire tenir droit (la partie horizontale de la potence est d'ailleurs parfaitement visible sur les photos). Il est en réalité parfaitement statique, comme l'attestent les clichés pris à différents instants. Les mouvements perçus sur la vidéo sont dus aux mouvements des astronautes eux-mêmes pour enfoncer le drapeau dans le sol. L'absence d'atmosphère sur la Lune fait qu'aucune résistance n'est appliquée sur l'inertie des mouvements du drapeau, rendant exagéré chacun de ses mouvements pouvant laisser croire que le drapeau « flotte au vent » lorsque celui-ci est manipulé. Les tenants de la théorie du complot se contredisent sur le fait qu'ils affirment que les images ont été tournées sur un plateau de tournage, non en plein air. Quand personne ne touche le drapeau, il reste immobile, comme le montrent les images ci-contre.
- Le drapeau n'a aucune ombre.

Le drapeau a une ombre bien visible. En revanche, la lumière rasante du Soleil, combinée à la rugosité du sol, ne permet pas d'en apercevoir la totalité. Une partie est visible à côté du pied du drapeau, une autre partie est visible, très fine, au-dessus des ombres projetées des deux jambes. On peut remarquer que l'on aperçoit uniquement l'ombre des jambes, pas du corps. Ou bien encore que l'ombre devant le pied gauche de l'astronaute correspond à une empreinte de pas, ce qui permet d'apprécier le degré d'inclinaison de la lumière rasante.
- Les réticules de cadrage apparaissent curieusement masqués. Les appareils photo emportés par les astronautes comportaient un système de marquage sous forme de petites croix ; or, sur certaines photos, ces croix seraient « cachées » par les éléments d'avant-plan, ce qui tend à prouver que ces éléments ont été ajoutés ultérieurement à la prise de la photo par le biais d'un photomontage.

Les croix ne sont pas masquées par les éléments du décor mais simplement « brûlées » par les éléments d'image de couleur blanche. Les zones blanches de la pellicule sont celles éclairées par la lumière, qui aurait tendance à se diffuser dans la couche sensible du film, provoquant cet effet de débordement du blanc.
- Les astronautes et les objets sont visibles même dans l'ombre. Sur la Lune, en l'absence d'atmosphère pour diffuser la lumière solaire, la seule source de lumière est le Soleil. Or, un certain nombre de photos montrent des objets dans l'ombre qui sont visibles comme s'il y avait une ou plusieurs autres sources importantes de lumière. De même, sur certaines photos, les astronautes sont dans l'ombre du module lunaire, et pourtant, ils sont toujours visibles. Ils devraient être drapés d'obscurité.

Il existe en fait de nombreuses sources secondaires de lumière, comme les parties métalliques et blanches du module ou les combinaisons spatiales portées par les astronautes. Tous ces objets font office de réflecteurs et renvoient la lumière du Soleil dans toutes les directions. De plus, le sol lunaire constitue aussi une source secondaire de lumière. En effet, sa luminescence est d'environ 1 000 000 lx, ce qui est largement suffisant pour déboucher n'importe quelle ombre.

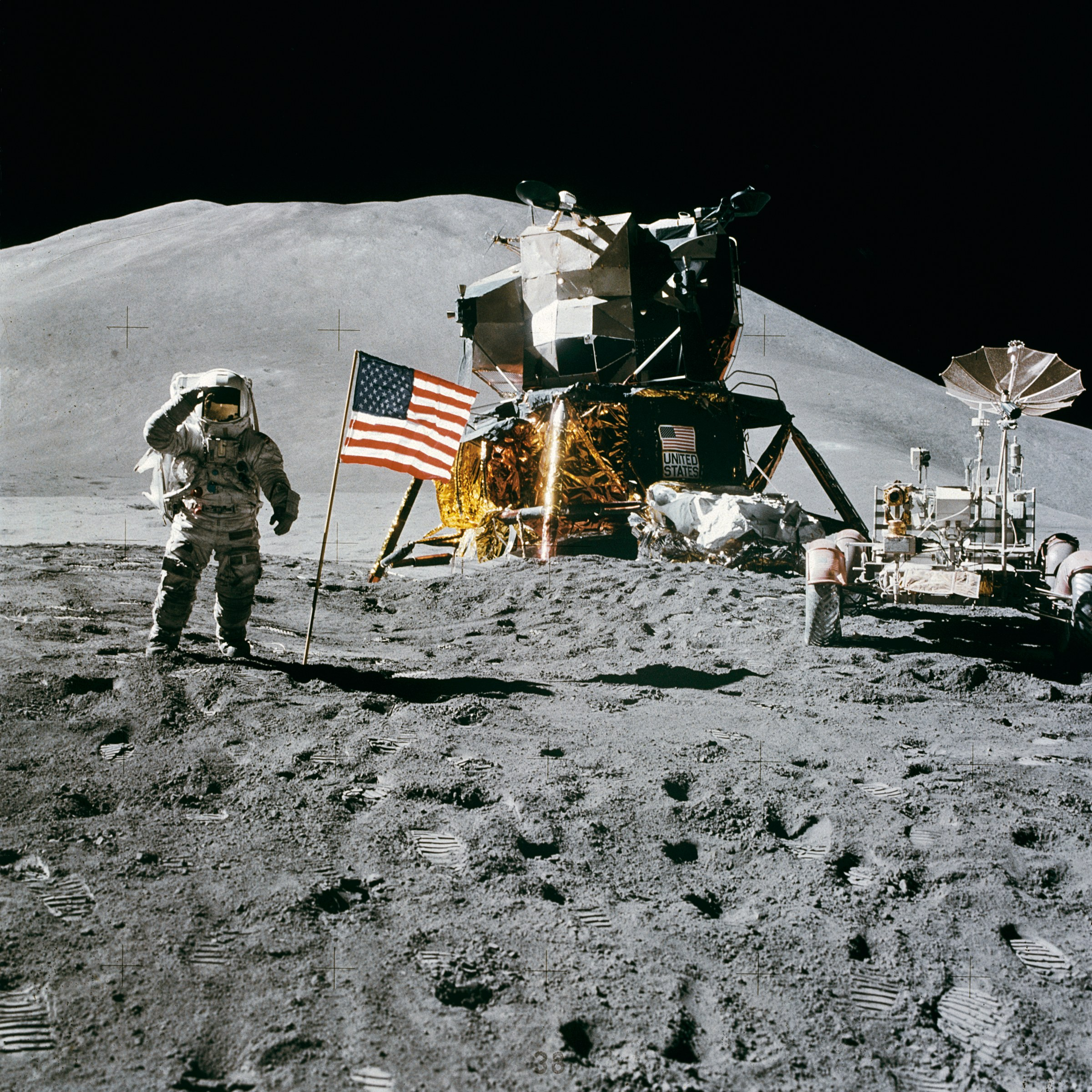
James Irwin durant Apollo 15.
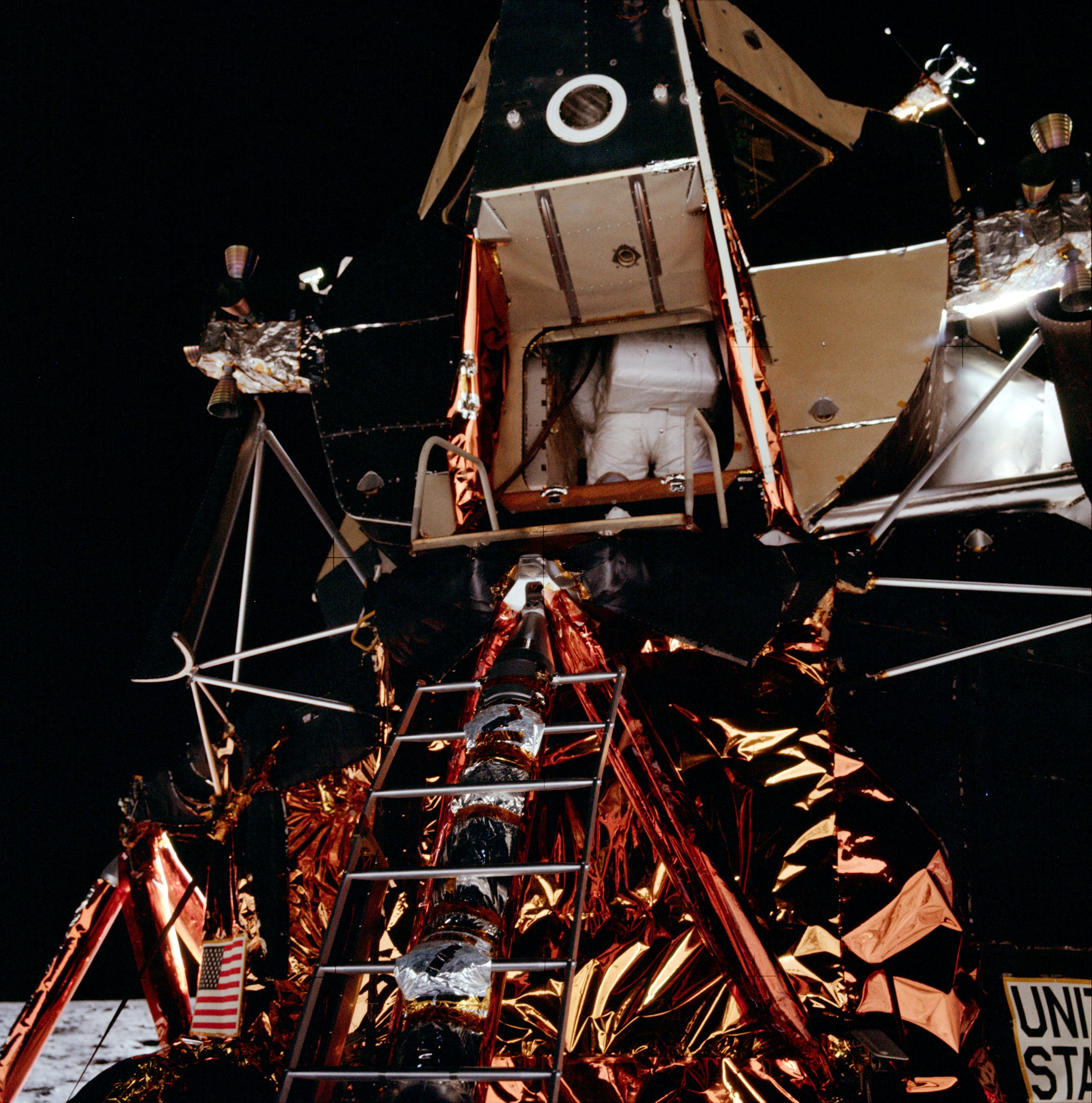
Edwin Aldrin descendant pour la 1re fois de son module lors d'Apollo 11.
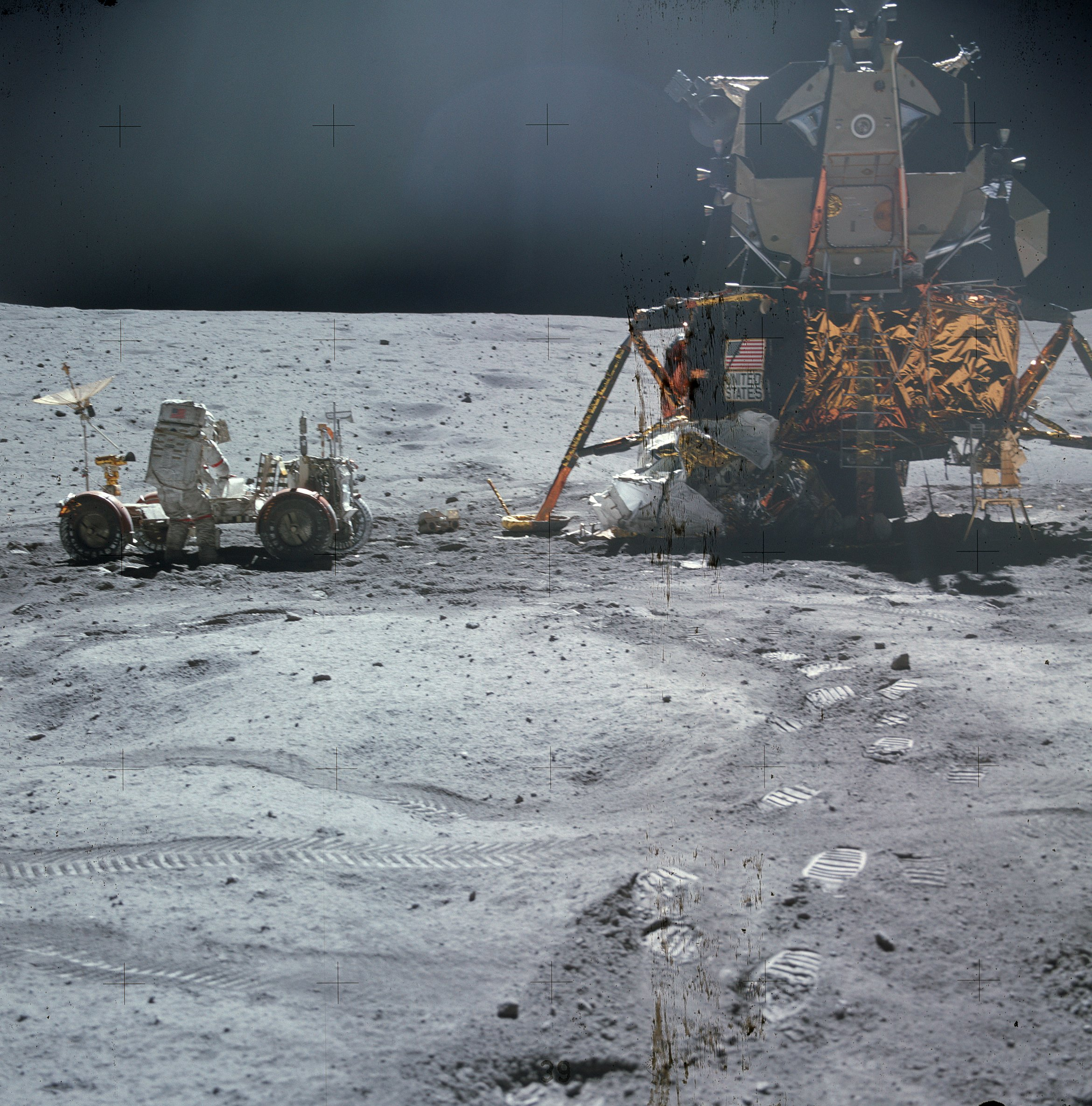
Apollo 16.
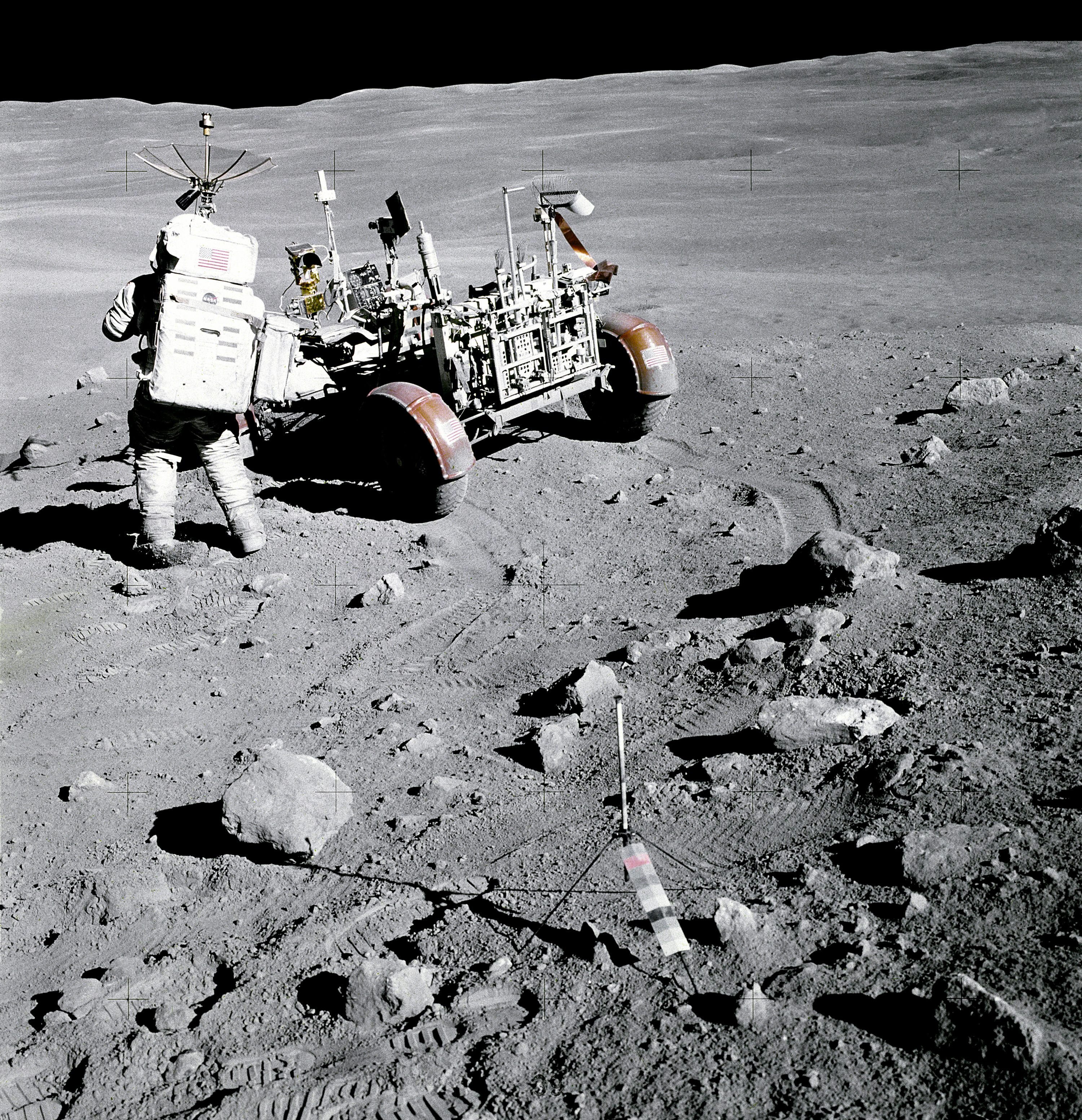
Charles M. Duke Jr., pilote du module lunaire Orion, debout à côté du rover.

- Les ombres paraissent convergentes alors qu'elles devraient être parallèles. Plusieurs photos montrent des ombres portées dans des directions différentes, alors que la lumière solaire venant de suffisamment loin, toutes les ombres devraient être parallèles. L'argument est repris par le réalisateur M. Mazzucco dans son documentaire DVD American Moon, soutenu en cela par plusieurs photographes italiens.

Pour certains, comme les MythBusters, ce ne seraient pas les ombres qui ne seraient pas parallèles, mais le relief du sol qui en donnerait l'illusion. De plus, si une seconde source de lumière était présente, les ombres seraient dédoublées, ce qui n'est pas le cas sur la photo.
Pour le physicien français Jean de Talois, qui a analysé le problème du point de vue de la perspective,, il y a confusion sur la notion de parallélisme. Les ombres sont parallèles sur le sol lunaire. Mais elles deviennent concourantes en un point de fuite quand elles sont représentées dans le plan de l'image. L'existence de ce point de fuite des ombres montre précisément l'authenticité de la photographie. Le même raisonnement s'applique aussi aux rayons. Ils sont parallèles dans la réalité et concourants en un autre point de fuite dans l'image. L'erreur revient à confondre le point de fuite des rayons (qui indique la source lumineuse) avec le point de fuite des ombres (qui en est la projection sur le plan horizontal).
- La qualité des photos est étonnante. Les appareils photo étaient difficiles à manipuler dans le contexte lunaire et en combinaison spatiale, il est donc difficile de comprendre comment autant de photos de bonne qualité ont pu être prises.

Au total, les astronautes des missions Apollo ont pris 18 663 photos manuellement (1 470 lors de la mission Apollo 11, dont 339 sur le sol lunaire), on peut comprendre que certaines aient été réussies. Les optiques utilisées étaient des grand-angulaires et le format du 6 × 6 cm, ce qui permettait une grande profondeur de champ et une marge pour éventuellement « recadrer » les images avant leur diffusion. De nombreuses images peuvent paraître « quelconques » ou même « ratées », elles sont toutes consultables sur le site du Lunar and Planetary Institute. Seules les plus spectaculaires ou les plus belles ont été présentées au public par les médias.
- L'éclairage ne semble pas toujours naturel. En effet, certaines images montrent clairement des sortes de spots lumineux qui font penser à des projecteurs de studio.

Il s'agit là d'une mésinterprétation concernant la formation de reflets dus à la réflexion de la lumière solaire à l'intérieur du système de lentilles de la caméra Hasselblad. En effet, on vérifie que les reflets sont alignés avec le centre de l'image, conformément à la loi générale d'alignement des reflets, comme l'a montré le physicien J. de Talois. La position des reflets authentifie donc les photos où ils apparaissent.
- Le fonctionnement du module lunaire est extravagant. Durant l'atterrissage, tel qu'il était conçu, le module aurait dû être déséquilibré.

Voir l'article dédié : module lunaire Apollo
- L'atterrissage du module aurait dû produire un cratère. Le réacteur du module en se posant aurait dû brûler et chasser la poussière de dessous le LEM, ce qui aurait créé un cratère qui n'est présent sur aucune image.

Le réacteur n'est pas suffisamment puissant pour brûler le sol, et la couche de poussière n'est pas suffisamment profonde au site de pose pour qu'on voie un cratère. Sur les photos des missions suivantes, la couche de poussière était plus importante et le cratère apparaît.

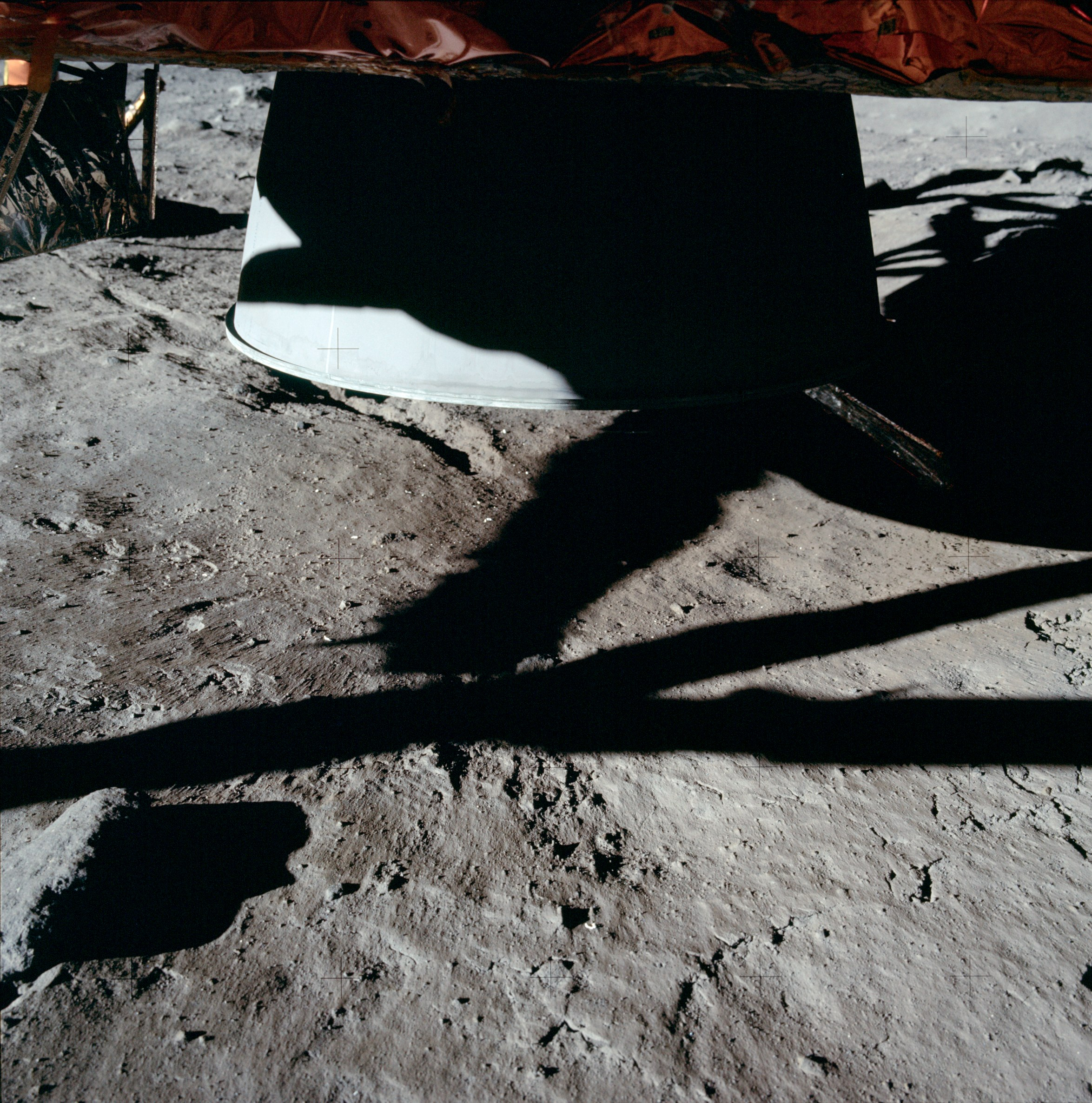
Le sol sous le réacteur module d'atterrissage.
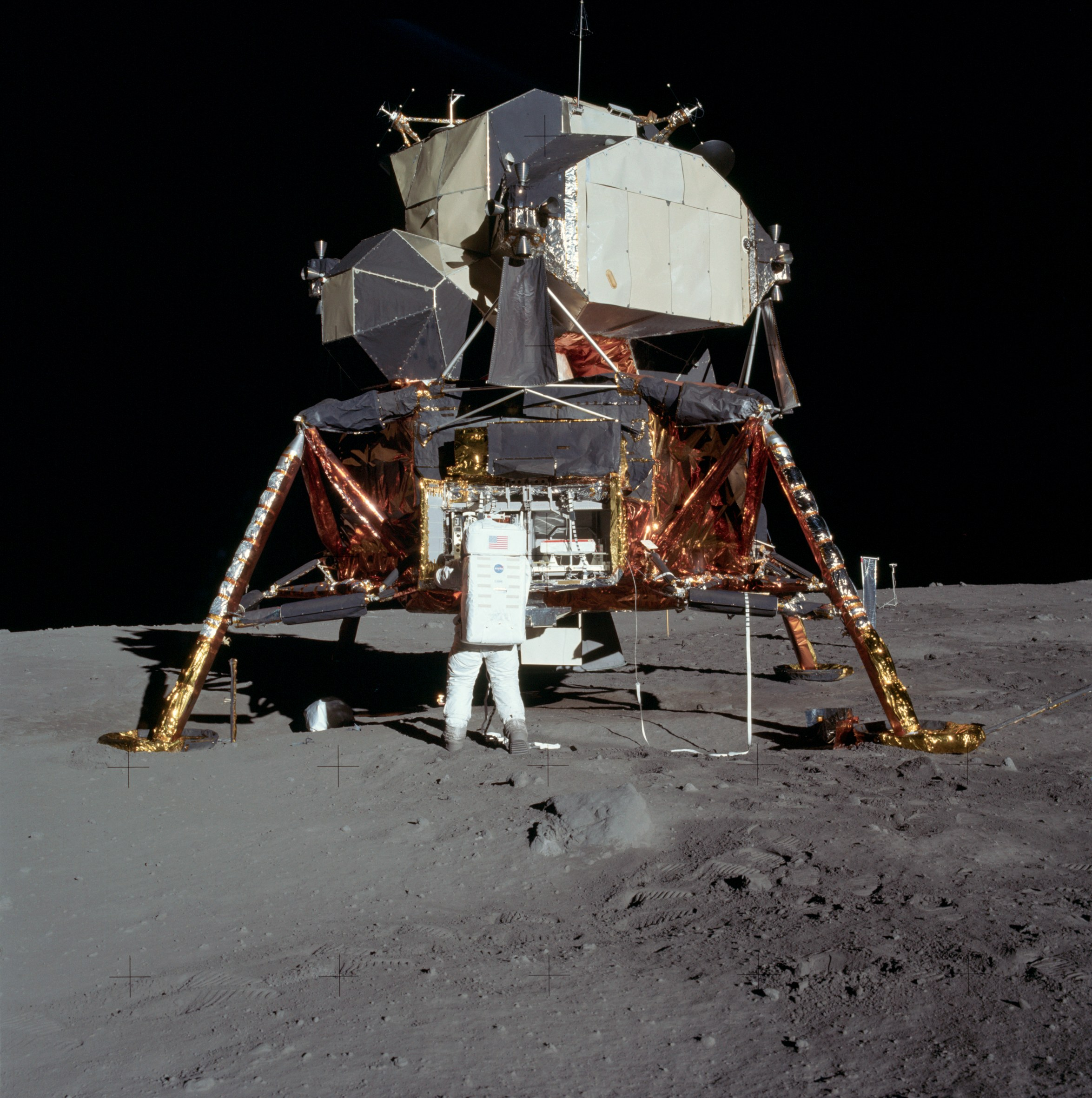
Buzz Aldrin enlevant le sismographe d'un compartiment du module.

- Les poussières soulevées lors de l'atterrissage auraient dû retomber sur les pieds du module. Les poussières lunaires chassées par le réacteur du LEM auraient dû se redéposer après. Or, les images montrent les pieds de celui-ci parfaitement propres. Cela d'autant que les poussières lunaires sont réputées se déposer et s'infiltrer partout, car elles seraient maintenues en suspension au-dessus du sol lunaire à cause de la répulsion électrostatique due à l'accumulation de charges électriques induite par les rayonnements ionisants et particules émis par le Soleil.

Le réacteur est coupé avant d'atteindre le sol pour ne pas renverser le module lunaire (surpression dans la tuyère du réacteur conduisant à un effet de sol) et en l'absence d'atmosphère, la poussière lunaire retombe immédiatement (dans le vide, la vitesse de chute d'une poussière est similaire à celle d'un objet et l'impulsion de base reçue par un grain de poussière n'est modifiée que par la gravité, d'éventuels chocs avec d'autres grains, un autre flux du réacteur, voire quelques effets électrostatiques), de sorte que la poussière soufflée n'est pas freinée par l'atmosphère et retombe plutôt au loin et en même temps que la fusée dès le moteur coupé, bien que, sur les photos des missions suivantes, on puisse voir le cratère formé par le réacteur.

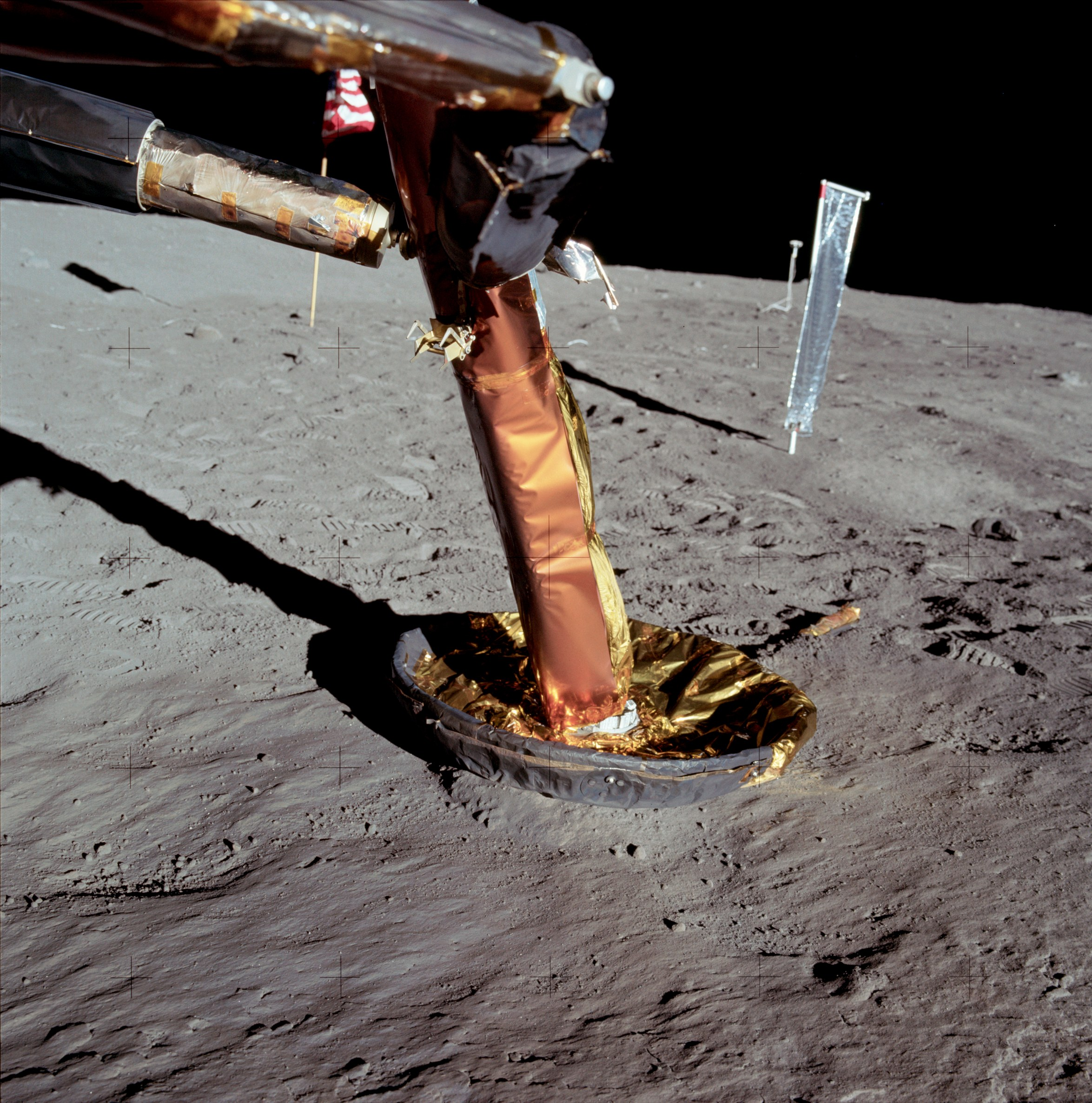
Pied du module lunaire.
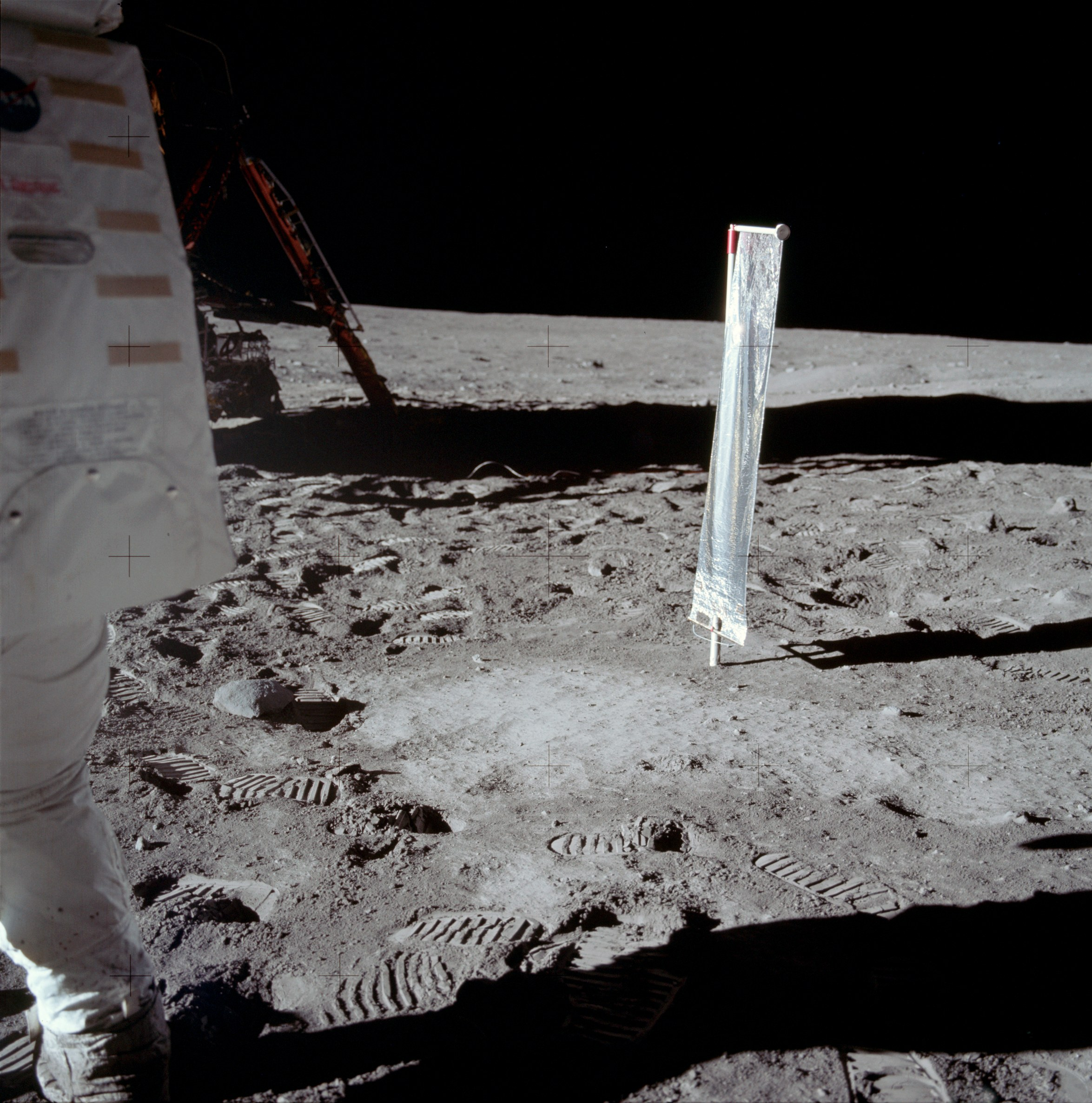
Photo du paysage lunaire prise par Buzz Aldrin.

- Les films passés en accéléré donnent l'impression d'avoir été tournés sur Terre. Quand elles sont accélérées à vitesse double, les scènes montrant le déplacement des astronautes sur la surface de la Lune, à pied ou en rover, donnent l'impression d'avoir été prises en gravité terrestre. Elles ont donc pu être filmées sur Terre, en studio, et projetées au ralenti.

La gravité lunaire étant 6 fois moindre que la gravité terrestre, on peut démontrer que les scènes lunaires, quand elles sont accélérées d'un facteur égal à racine de six (soit 2,4), donnent l'impression d'avoir été tournées sur Terre. Il faut noter que cette illusion ne concerne que les mouvements verticaux (sensibles à la gravité) et non les mouvements horizontaux (comme les gestes des astronautes, qui restent terrestres) ou les actions insensibles à la gravité (comme la voix, qui est normale et synchrone avec les mouvements ralentis, mais qui deviendrait suraiguë si le mouvement était accéléré). L'impression de gravité terrestre par accélération des images est donc un phénomène attendu qui montre, au contraire, l'authenticité des films.
- Les sauts des astronautes paraissent irréalistes. Les sauts des astronautes paraissent absolument impossibles à faire même sur un astre à gravité plus faible. Par exemple, dans le document vidéo du premier atterrissage (Apollo 11), on voit Aldrin faire un bond extraordinaire, apparemment sans effort, lors de sa descente du LEM, se servant de l'échelle comme d'un rail (guide) avec ses mains pour ne pas perdre l'équilibre. Or, il porte une combinaison spatiale de plus de 70 kg[16]. Pour d'autres, les sauts apparaissent trop faibles, tel le fameux « jump-salute » de l'astronaute Young lors de la mission Apollo 16. Les calculs, basés sur la mécanique, montreraient que sur la Lune, l'astronaute aurait dû monter à deux mètres au-dessus du sol, et non à 50 cm comme observé sur les images.

D'une manière générale, ces bonds ne sont effectivement pas possibles sur Terre, mais ils le deviennent sur la Lune à cause de la gravité six fois plus faible. Ce type d'objections est cependant trop vague, car on ne sait pas sur quel critère un saut est jugé comme « impossible » ou « irréalisable » sur des planètes avec une gravité différente. Le cas particulier du jump-salute est intéressant car il permet des calculs précis. Le physicien J. de Talois a pu « déboulonner » la fausse argumentation en montrant que l'erreur (qui n'est pas évidente) vient de l'hypothèse que, sur Terre, Young devrait sauter à 60 cm au-dessus du sol, alors que l'expérience (que chacun peut réaliser soi-même) donne à peu près 15 cm, ce qui correspond à 50 cm sur la Lune, comme attendu.
- Le moteur du LEM est étrangement silencieux. Dans la vidéo, au moment du premier atterrissage, le bruit du moteur n'est pas perceptible et il ne couvre pas les voix des astronautes.

Le « bruit » ne peut se disperser en l'absence d'air. Dans la cabine, les microphones « voix » des astronautes sont conçus pour éliminer les bruits parasites et sont positionnés dans la combinaison et devant la bouche.
- Curieuse absence d'étoiles sur les photos. Dans le décor, on ne discerne aucune étoile. C'est un moyen simple pour ne pas être confondu par les astronomes.

Le Soleil est une source de lumière intense, considérablement plus puissant que la plus lumineuse des étoiles, et les appareils photographiques ont été paramétrés pour l'exposition de jour. Néanmoins, quelques étoiles apparaissent dans la grande majorité des photographies et films de ces missions. Les quelques clichés utilisés sont une exception. Personne ne met en doute l'existence de la station spatiale Mir, et pourtant, sur la dernière photographie la représentant, on ne voit guère d'étoiles.

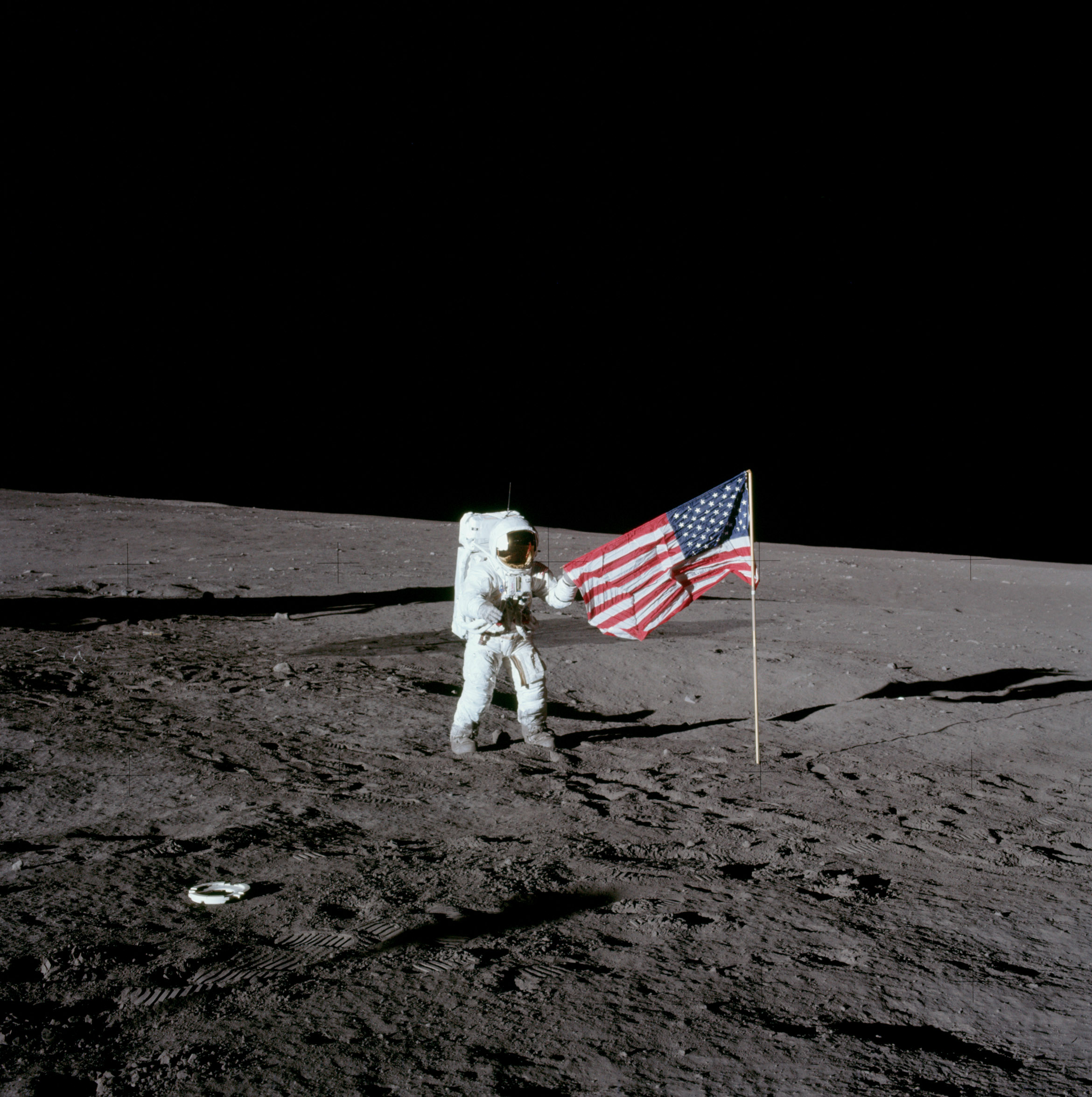
Charles Conrad Jr à côté du drapeau américain.
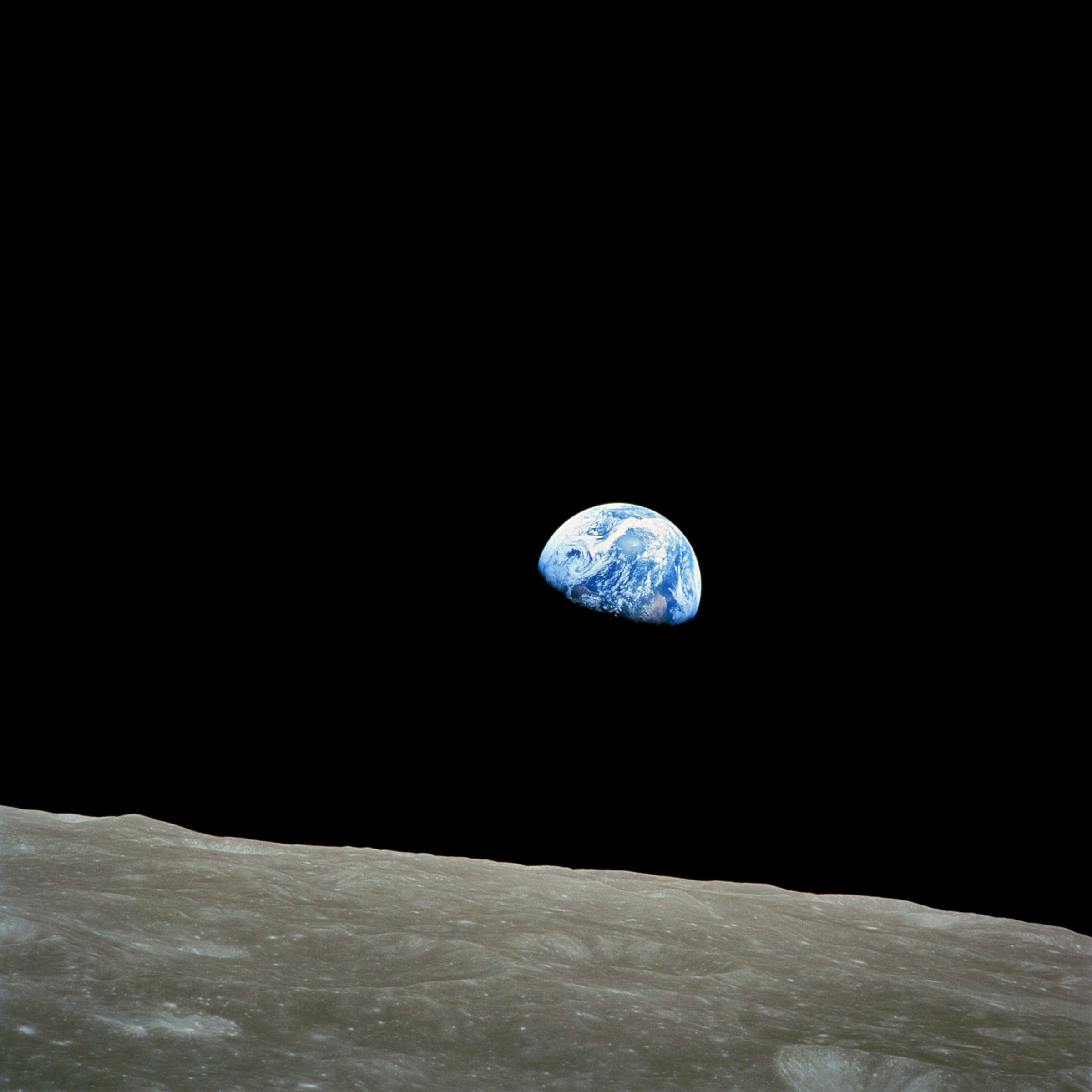
« Lever de Terre » sur la Lune.
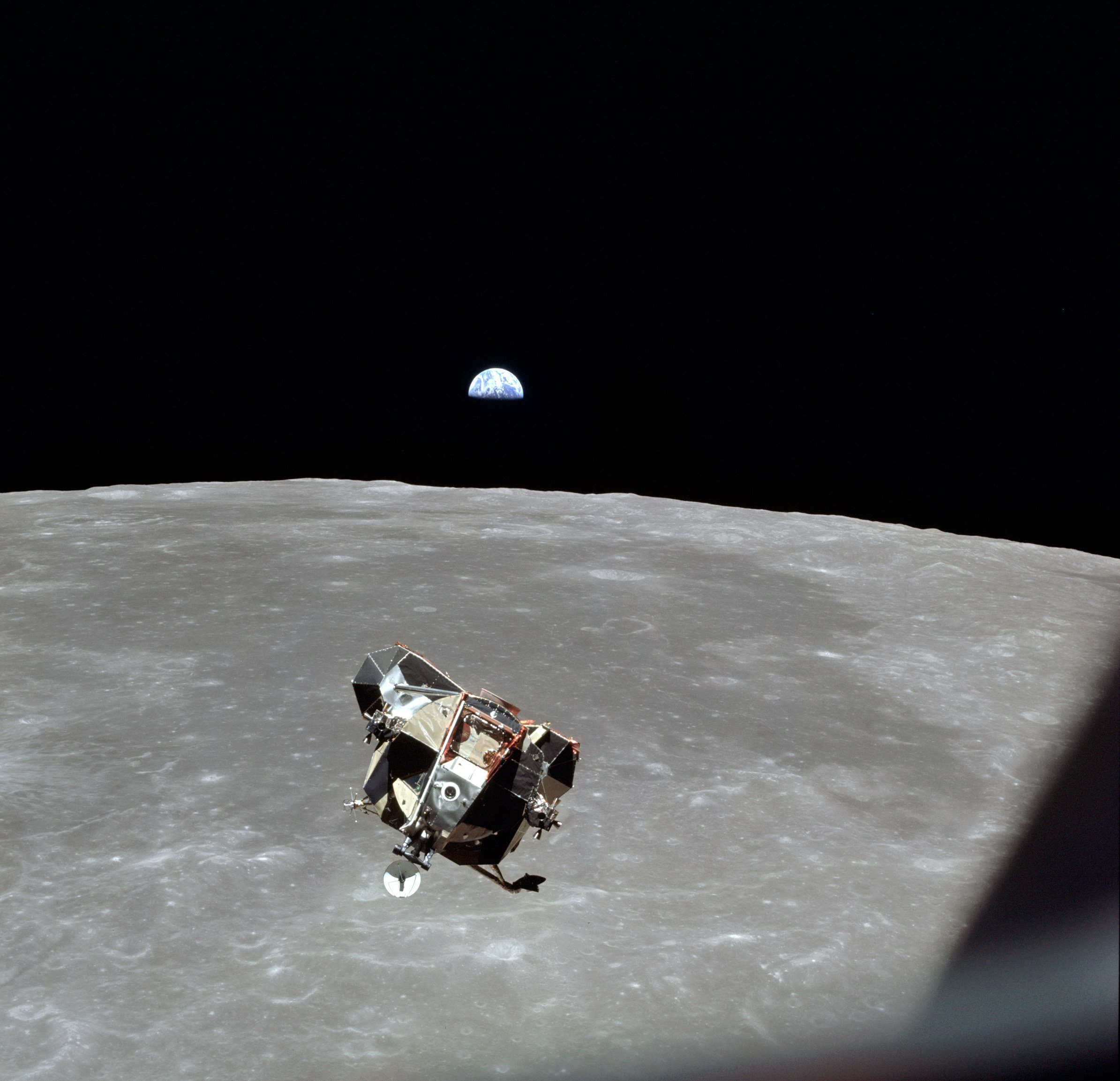
Retour du module Eagle pour se raccrocher au module de commande Columbia.
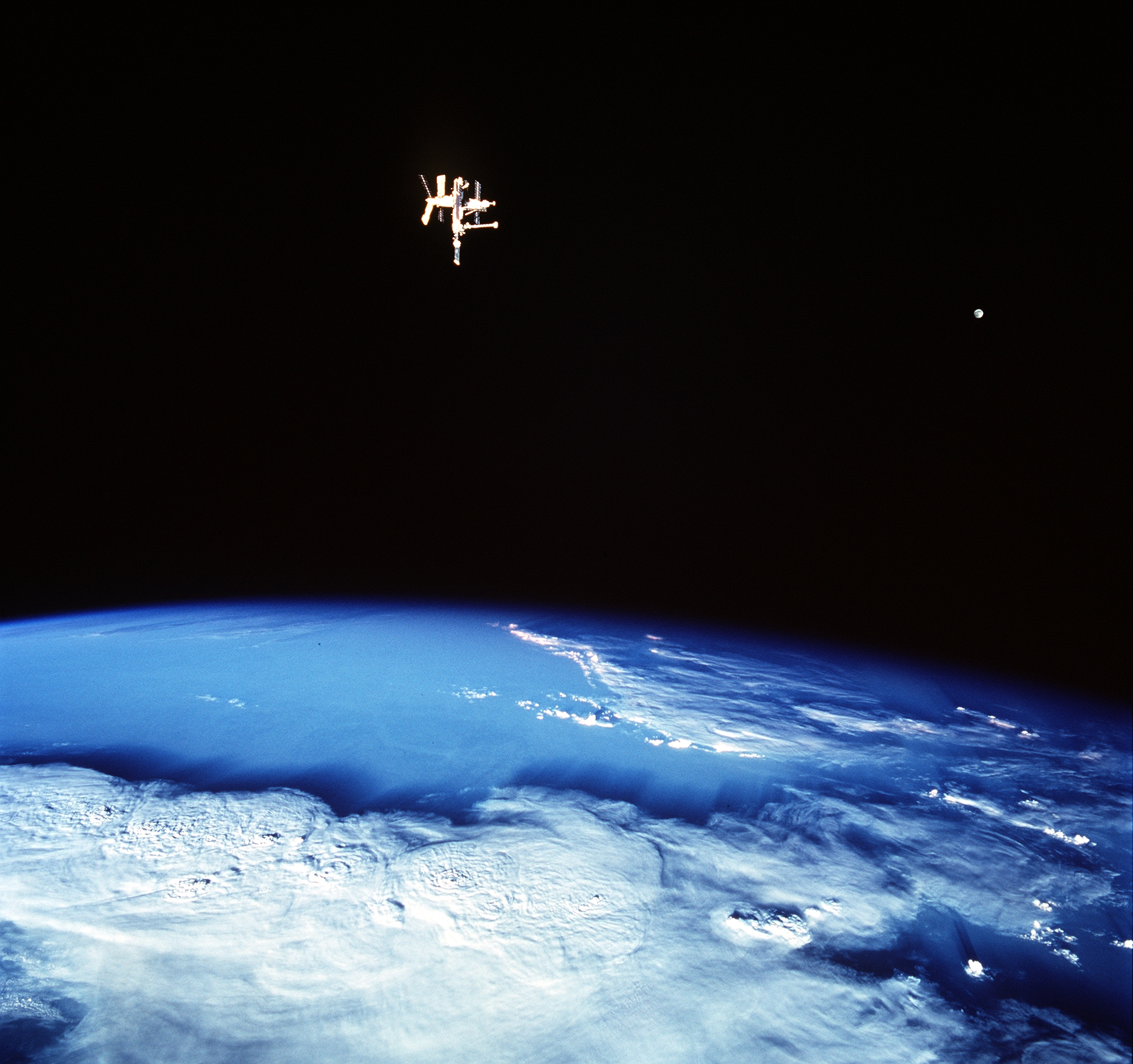
La station spatiale Mir en 1998.

- Des scènes totalement différentes apparaissent dans un décor strictement identique. Sur certaines photos, on constate que les arrière-plans sont pratiquement superposables, comme si le même décor avait servi pour deux scènes différentes. En particulier deux photos de la mission Apollo 15 semblent être deux copies de la même photo, l'une avec le LEM et l'autre sans. Or, le LEM n'a pu être déplacé sur le sol lunaire.

Tout d'abord, chacun peut se rendre compte qu'on peut photographier un paysage terrestre depuis plusieurs endroits sans en altérer pour autant l'arrière-plan (supposé très éloigné). Ensuite, il est difficile d'apprécier les distances sur la Lune à cause de l'absence de repères (arbres, nuages, etc.) et de l'absence de diffusion de la lumière, les parties éloignées restant bien nettes à la vue. Il en résulte que des montagnes situées à plusieurs dizaines de kilomètres peuvent être prises pour de simples buttes de l'environnement proche. Enfin, dans le cas plus spécifique des deux photos avec et sans LEM de la mission Apollo 15, on peut montrer que le LEM est caché par une ligne de crête, bien visible dans la photo sans LEM mais absente dans la photo avec LEM.
- Pas de flamme sortant des propulseurs. Lorsque le module décolle de la Lune, il n'y a pas de traînée de fumée derrière le module.

Même si les dessins « scientifiques » montrés dans le documentaire (qui ne sont en fait que des dessins artistiques) représentent un LEM décollant dans une gerbe de flammes, le véritable LEM décolle en une brève et puissante poussée, suffisante pour échapper à l'attraction lunaire. La flamme en question est légèrement visible sur certaines vidéos et il n'y a pas de fumée de combustion sans atmosphère. De plus, la poussée soulève de la poussière et déchire l'aluminium recouvrant la base du LEM.

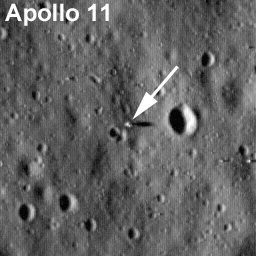
Image du site d'atterrissage d'Apollo 11 prise par la sonde Lunar Reconnaissance Orbiter le 15 juillet 2009.

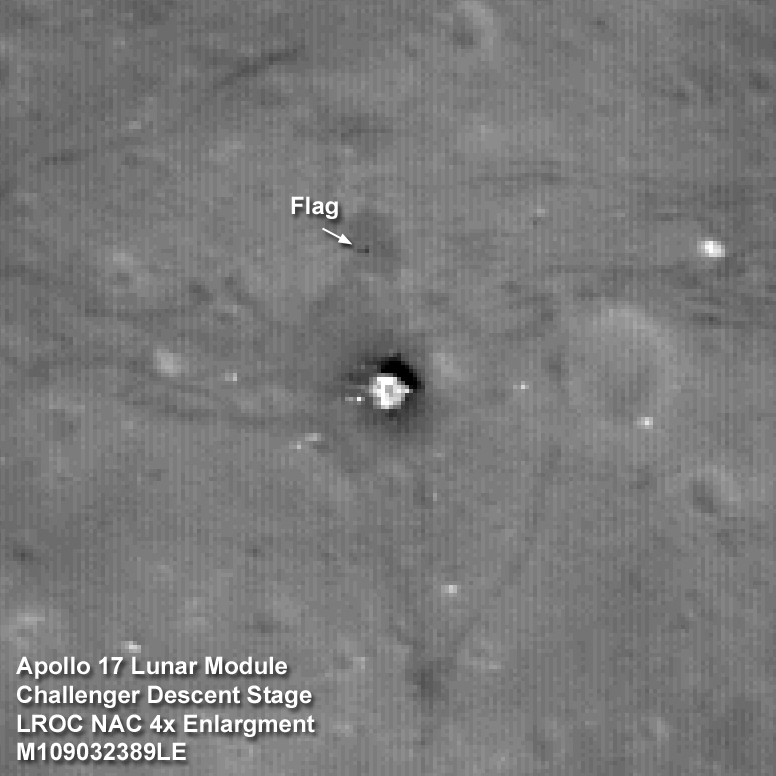
Site d'atterrissage d'Apollo 17, photographié par la sonde LRO le 15 septembre 2009, d'une altitude de 50 km.

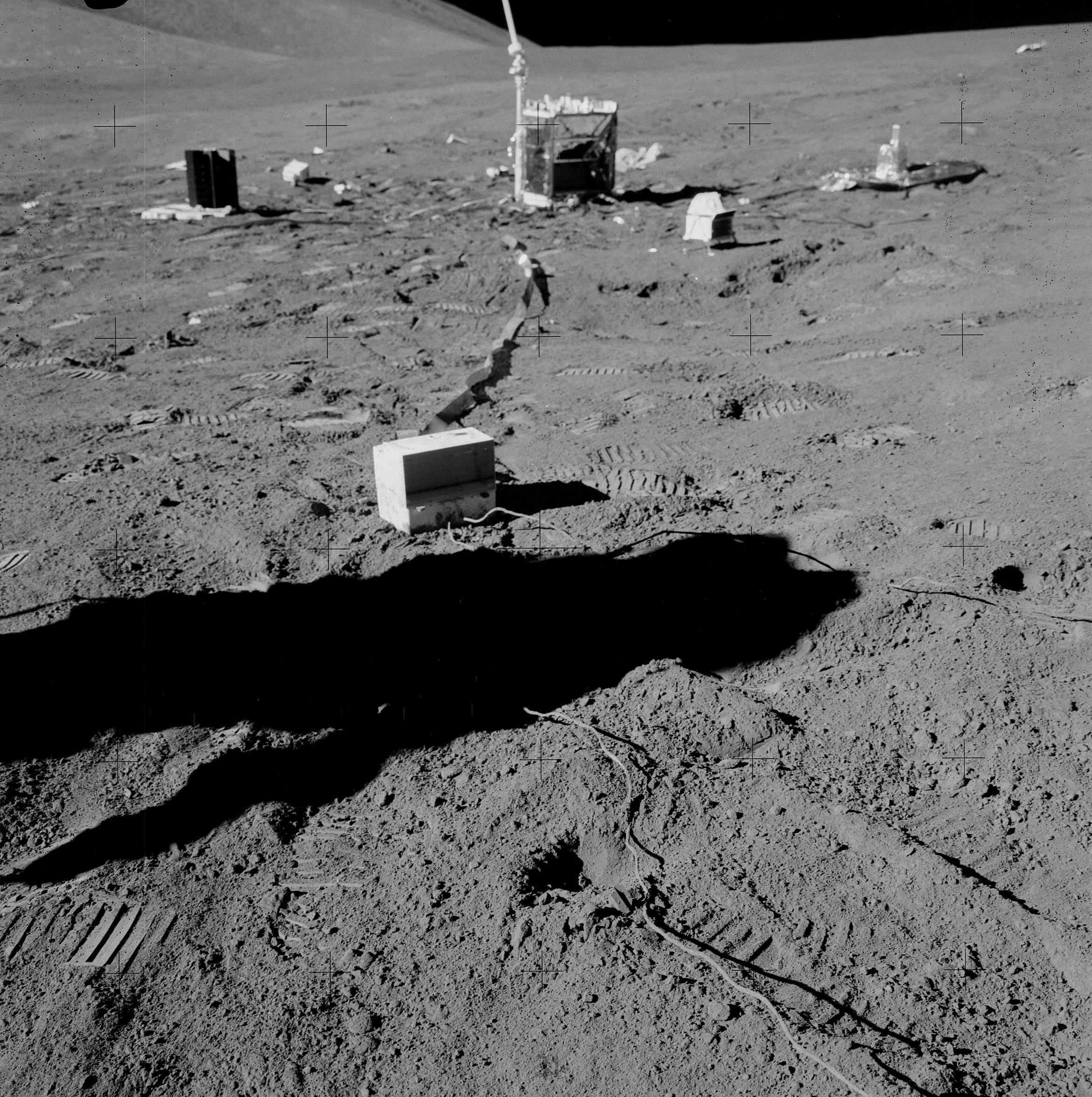
ALSEP déposé lors de la mission Apollo 15. Ces instruments ont envoyé des informations sur Terre jusqu'en 1977.

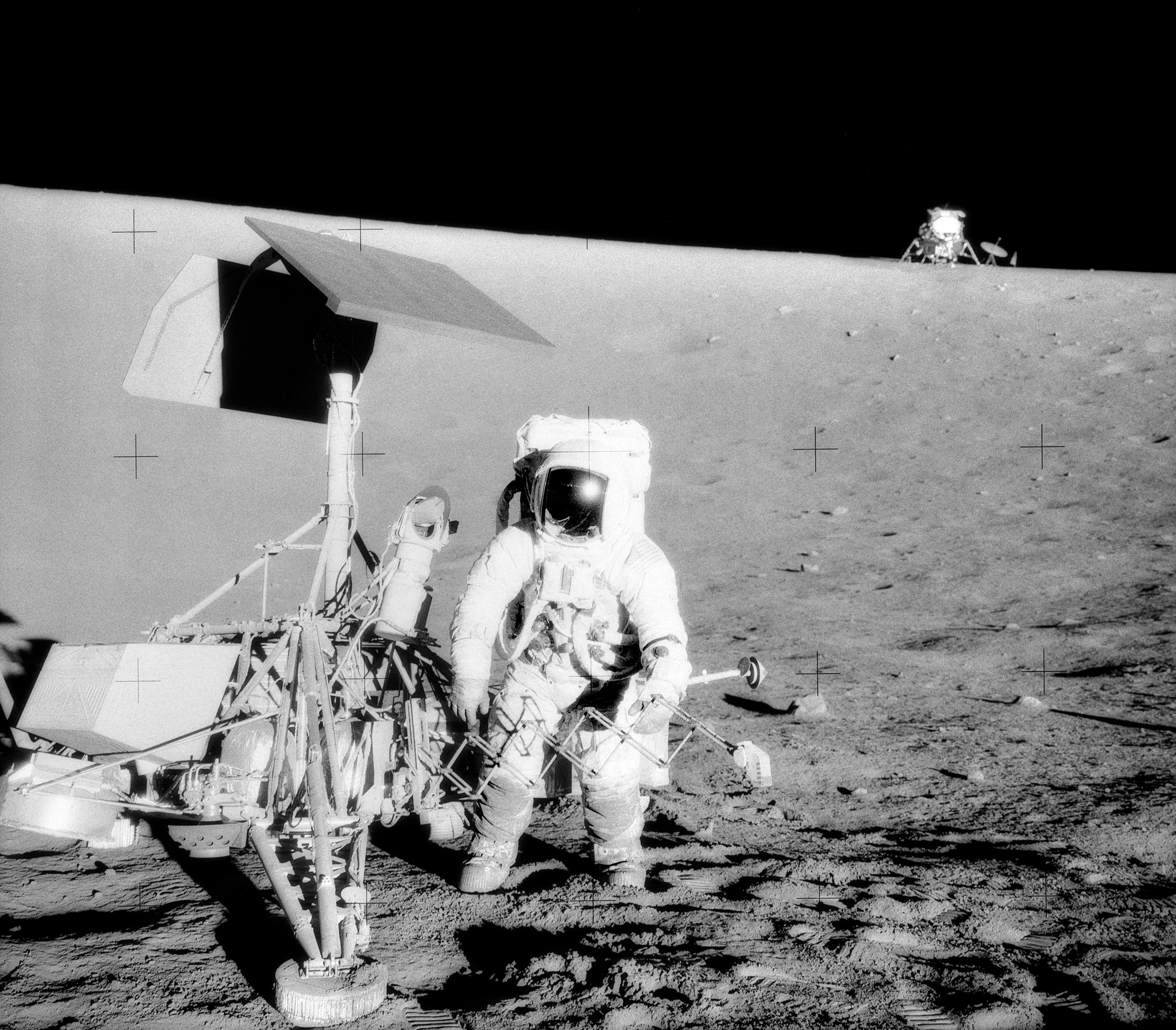
Conrad, lors de la mission Apollo 12, posant à côté de Surveyor 3, une sonde américaine posée sur la Lune depuis avril 1967. On aperçoit le module lunaire en arrière-plan. Plusieurs éléments de cet engin, dont sa caméra, ont été rapportés sur Terre pour analyse.

- Pas de preuve de la réalité des missions par l'observation directe. La preuve ultime serait celle qui consisterait à retrouver les traces, sur la Lune, de ces missions (la base du LEM, le drapeau, les véhicules lunaires abandonnés sur place, les pas et autres traces d'activité humaine). Or, selon les tenants de la théorie du canular, personne n'a pu le faire et aucun télescope n'est assez puissant pour voir à ce niveau de détail à cette distance. Pourtant, on prétend également avoir pu mesurer la distance Terre-Lune à l'aide d'un laser et d'un réflecteur posés là par les astronautes. Comment se fait-il que ce laser ait pu trouver ce réflecteur et qu'un télescope n'arrive pas à voir le véhicule lunaire, par exemple ?

On est très loin de pouvoir faire une photo de précision suffisante du sol lunaire depuis la Terre, mais les récentes missions lunaires telle Lunar Reconnaissance Orbiter ont répondu à cet argument. En orbite autour de la Lune depuis le 23 juin 2009, cette sonde a réalisé des photographies des sites d'atterrissage de cinq missions Apollo. On peut apercevoir le module lunaire d'Apollo 11 sur l'une d'entre elles. Une autre montre à la fois le module lunaire d'Apollo 14, des instruments scientifiques, et des traces de pas attribuées à Alan Shepard et Ed Mitchell. En septembre 2009, la sonde s'est rapprochée pour se positionner en orbite de cartographie, à seulement 50 km d'altitude, et a produit de nouvelles images plus détaillées,.
Contrairement à une opinion répandue, un faisceau laser n'est pas parfaitement rectiligne. Pour plusieurs raisons, notamment la diffraction par l'orifice du laser et le passage dans l'atmosphère terrestre, le faisceau laser a un rayon de l'ordre du kilomètre lorsqu'il atteint la Lune. Avec une dispersion du même ordre sur le trajet retour, on ne reçoit que quelques photons par impulsion envoyée. Ce n'est que par la répétition de ces impulsions et l'utilisation de capteurs de haute précision que l'on peut estimer la distance Terre-Lune.
Bien que la pose de tels réflecteurs sur la surface lunaire soit possible sans présence humaine, ainsi qu'y sont parvenues les sondes soviétiques Lunokhod (en 1970 et 1973), les premières mesures ont été effectuées par l'observatoire McDonald en 1969 à la suite de la mission Apollo 11 et, donc, avant l'envoi des sondes Lunokhod.
On peut aussi signaler les étages abandonnés de Saturn V dans l'espace que l'on a pu parfois repérer depuis la Terre, comme J002E3 ainsi que les éléments de la sonde.
- Les images originales ont étrangement disparu. Les bandes vidéo des atterrissages diffusées dans le monde sont des copies à la qualité dégradée. La NASA a égaré les enregistrements originaux d'Apollo 11[22], lesquels, selon les adeptes de la théorie du complot, auraient permis une analyse plus poussée et auraient mis fin à cette controverse.

Les images vidéo, en noir et blanc, ont été transmises de la Lune à la Terre par signal radio en SSTV, un signal de faible qualité, et à une époque où la technique vidéo ne permettait pas une grande qualité d'image. Les données étaient reçues par des radiotélescopes situés en Australie à l'observatoire de Parkes et en Californie et enregistrées au sol sous forme de données brutes sur des bandes d'un pouce. Les images diffusées en direct (dont sont issues les « copies à la qualité dégradée ») ont été obtenues en filmant les moniteurs sur Terre avec des caméras de télévision, après démodulation du signal, et envoyées par satellite aux stations de télévision. La NASA a déclaré, lors d'une conférence de presse le 16 juillet 2009, que les bandes originales avaient vraisemblablement été effacées pour être réutilisées, comme il était courant à l'époque. Cependant, des copies vidéo à la qualité moins dégradée (avant transfert par satellite) ont été retrouvées. Ces images ont été restaurées en 2009 sur une durée de trois heures et un montage des moments forts de la mission a été présenté pour la première fois au public le 6 octobre 2010 en Australie (voir aussi Apollo 11 missing tapes (en)). Il faut également signaler les enregistrements des données envoyées par les instruments scientifiques des six Apollo Lunar Surface Experiments Package : la mission de cinq d'entre elles a continué jusqu'au 10 septembre 1977 et leurs données ont, entre autres, servi à comprendre la tectonique lunaire.

### Mort des astronautes?
- Dans Théorie de la Conspiration : avons-nous été sur la Lune ? [5], un programme de Fox TV de 2001, les présentateurs parlent d'une dizaine d'astronautes morts dans des circonstances « mystérieuses » pour préserver le secret[24].

Astronautes de la NASA
- Theodore Freeman (mort lors du crash de son T-38, 1964)
- Elliot See et Charlie Bassett (accident de T-38, 1966)
- Virgil Grissom (incendie d'Apollo 1, janvier 1967). Son fils, Scott Grissom, et sa femme, Betty Grissom, pensent que l'accident était en fait un homicide[25].
- Edward White (incendie d'Apollo 1, janvier 1967)
- Roger B. Chaffee (incendie d'Apollo 1, janvier 1967)
- Edward Givens (accident de voiture, 1967)
- Clifton Williams (accident de T-38, octobre 1967)

Autres 
- Michael James Adams, pilote de X-15 pour l'US Air Force. Ce n'est pas un astronaute, mais il a volé à plus de 50 miles d'altitude (plus de 80 km) à bord d'un X-15, franchissant la frontière de l'espace selon la définition de l'USAF. Le 15 novembre 1967, il se tue à bord d'un X-15 après avoir franchi l'altitude de 266 000 pieds (plus de 81 000 mètres).
- Robert Henry Lawrence, pilote de l'US Air Force, devait devenir un des pilotes du Manned Orbital Laboratory de l'USAF (programme qui est annulé plus tard), il se tue en décembre 1967 dans l'écrasement à l'atterrissage de son Lockheed F-104 Starfighter.
- Thomas Ronald Baron, un inspecteur chargé des contrôles de qualité et de sécurité[26] sur les modules de commande du programme Apollo de septembre 1965 à novembre 1966[27], est tué en avril 1967 avec sa femme et sa fille dans la collision de leur automobile avec un train[25], une semaine[27] après son témoignage à Cap Kennedy du 21 avril 1967 auprès d'une commission de parlementaires enquêtant sur l'accident d'Apollo 1[28]. En congé depuis novembre 1966, il est renvoyé le 5 janvier 1967 par North American, la compagnie qui l'employait, après qu'il a transmis à la presse ses critiques sur les méthodes de travail de son employeur[27]. Après enquête, la cause du drame est officiellement déclarée comme un « accident » par la police, Baron aurait essayé de faire passer la voie à sa voiture avant le passage du train[29].

De nombreux astronautes ayant, eux, participé aux missions lunaires sont toujours en vie (ainsi que des milliers de techniciens et de nombreux astronautes ayant participé au programme Apollo), au premier rang desquels un des membres de l'équipage d'Apollo 11, Buzz Aldrin, âgé de 94 ans en 2024 ; Neil Armstrong meurt le 25 août 2012 à l'âge de 82 ans et Michael Collins meurt le 28 avril 2021 à l'âge de 90 ans.

### Véracité des missions
- Selon Bill Kaysing, auteur d'un livre en 1976 sur cette théorie, We Never Went to the Moon: America's Thirty Billion Dollar Swindle[31] dans l'imposture de la Lune, les probabilités de réussite de telles missions étaient de l'ordre de 0,0017 %.

Bill Kaysing a quitté l'entreprise Rocketdyne en 1963 avant que le programme Apollo ne prenne concrètement forme. On peut également se demander comment Bill Kaysing a pu arriver à un nombre aussi précis. On peut fortement douter de ses calculs, car ils sont sans véritables explications.

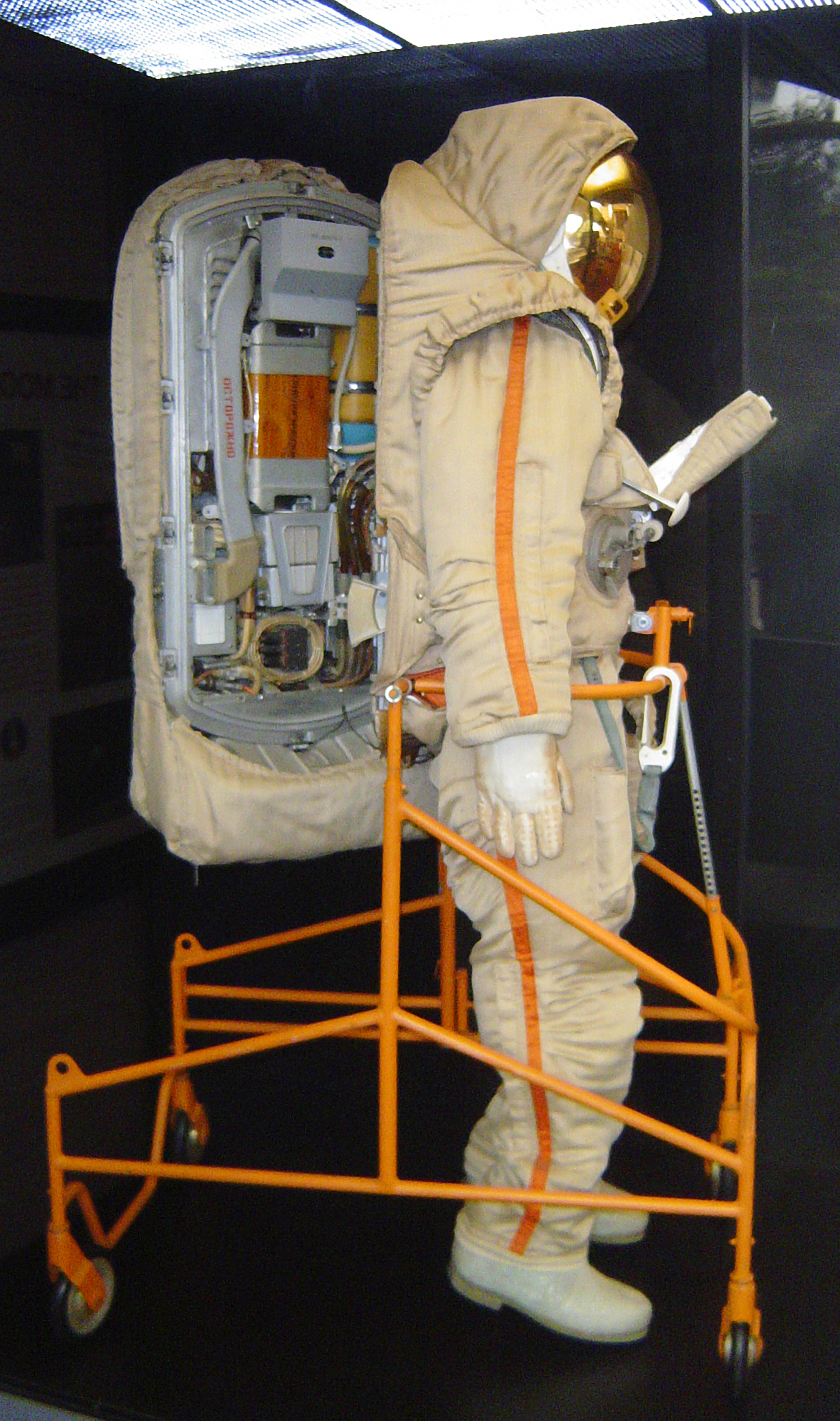
Combinaison spatiale conçue pour le programme lunaire soviétique.

- Les astronautes auraient dû subir une dose de radiations mortelles en traversant les ceintures de Van Allen. Les doses de radiation auraient dû être encore supérieures sur la Lune même, en particulier pendant la mission Apollo 16 qui a coïncidé avec une des plus intenses perturbations solaires jamais observées. Pourtant, jamais aucun astronaute n'a souffert des radiations après être revenu de la Lune. La NASA prétend que ses combinaisons spatiales étaient extrêmement résistantes et protégeaient parfaitement les astronautes, mais alors, pourquoi n'utilise-t-on pas les mêmes technologies plutôt que d'énormes épaisseurs de plomb ou de béton pour se protéger des radiations ?

Les ceintures de Van Allen ne sont pas des ceintures de radiations mais des ceintures magnétiquement et électriquement chargées qui piègent les particules à haute énergie issues du Soleil. La dose de radiation émise par ces particules piégées dans les ceintures de Van Allen est de l'ordre de 25 Sv/an derrière une protection de 3 mm d'aluminium[réf. souhaitée]. Les astronautes y sont restés moins de deux heures et ont donc reçu une dose de l'ordre de 5 mSv (la radioactivité naturelle sur Terre est de 2,5 mSv/an). Les pilotes d'avion de ligne qui restent de longues heures en haute altitude sont beaucoup plus exposés que les astronautes. Le niveau de radiations autour de la Lune fut analysé par les sondes du programme Surveyor. Les trois charges biologiques envoyées autour de la Lune lors du programme Zond soviétique ont survécu aux rayonnements cosmiques et les Soviétiques avaient développé un scaphandre similaire pour leur programme lunaire habité.
- Le module lunaire est totalement instable. Le moindre mouvement dans la cabine aurait pu le faire basculer, la preuve utilisée est l'essai en atmosphère terrestre d'un prototype de LEM, le Lunar Landing Research Vehicle, qui avait failli coûter la vie à Neil Armstrong.

Le module lunaire est difficile à piloter mais rien n'empêche de le faire. Le comportement des capsules spatiales en service de nos jours (même si capsule spatiale et LEM n'ont rien à voir) ou le retour des fusées recyclables Falcon 9 de la société SpaceX montrent que c'est possible. De plus, le pilotage d'un LEM dans le vide et à proximité d'un astre avec une gravité faible n'a rien à voir avec un pilotage en atmosphère « familière » où la pression de l'air et des vents plus ou moins violents peuvent effectivement déstabiliser un module lunaire.
- Certains commentaires sur les forums publics déclarent que les Apollo sont restés en orbite autour de la Terre.

Chacune des missions a été suivie par de nombreux observatoires et astronomes amateurs de par le monde, qui ont enregistré leur départ vers l'orbite lunaire et leur retour sur Terre. Ceux-ci ont publié de nombreux documents sur le sujet,.
Enfin, comme Michael Collins le fait remarquer à la fin du documentaire In the Shadow of the Moon, si les missions lunaires Apollo étaient réellement falsifiées, on peut se demander pourquoi la NASA aurait cru bon de falsifier six missions (Apollo 11, 12, 14, 15, 16 et 17) avec tous les risques d'indiscrétions que cela représente de la part des personnes mises dans la confidence, au lieu de se limiter à falsifier un atterrissage (celui d'Apollo 11), puis d'arrêter là le programme Apollo. La difficulté à mener une telle opération de désinformation sur plus de trois ans (1969 à 1972) laisse également penser que les six missions Apollo sont bien réelles.
Les missions du programme Apollo ont rapporté 2 415 échantillons (382 kg au total) de roche lunaire, lesquels ont fait l'objet d'analyses par de très nombreux laboratoires indépendants dans le monde. Pour les seuls échantillons d'Apollo 17, 173 études scientifiques de ces roches ont été publiées dans les quatre années qui ont suivi le retour de la mission. Les conservateurs chargés de la préservation des roches envoient chaque année environ 400 échantillons (en général de moins d'un gramme) pour répondre à la demande d'une cinquantaine de scientifiques dans le monde (chiffre de 2008). Un catalogue descriptif détaillé des roches lunaires rapportées peut être consulté sur le site du Lunar and Planetary Institute. Aucune des nombreuses études menées par les chercheurs n'a jamais contesté l'origine des échantillons transmis. La NASA a distribué un grand nombre d'échantillons à différents organismes de chaque État américain. Certaines universités scientifiques disposent ainsi d'un échantillon de chacune des roches rapportées de la Lune. Par ailleurs, le gouvernement américain a distribué plus de 270 échantillons (de très petite taille) des pierres lunaires rapportées par les missions Apollo, dont 135 par la mission Apollo 17 (la plus productive) à des représentants de 130 pays. Depuis les années 1970, certains d'entre eux ont été égarés, victimes de vols, de la vénalité des dirigeants locaux ou d'une mauvaise gestion des réserves des musées. Plusieurs faux échantillons sont également apparus comme la pierre lunaire qui était exposée au musée Rijksmuseum d'Amsterdam (musée consacré aux peintures hollandaises du XVIIe siècle) ; des géologues de l'université d'Amsterdam ont découvert qu'il s'agissait d'un échantillon de bois fossilisé (l'échantillon d'origine serait parvenu dans une collection privée, c'est-à-dire aurait été volé,).

### Rôles des médias dans le relais de ces théories
Les médias ont toujours joué un rôle important auprès du relais des théories du complot, qu'il s'agisse d'un média officiel ou non.
De manière générale, on s'accorde à dire que les médias officiels sont par nature contre les théories du complot et essayent même le plus souvent de nuire à ces dernières. Cependant, de nombreux médias, par inadvertance, vont relayer ces dernières de manière explicite ou implicite.
En effet, les journaux et autres formats similaires peuvent exploiter et publier des informations qui sont données à l’origine par des organismes complotistes, alimentant ainsi les théories du complot. Ce phénomène de désinformation est alimenté par la précipitation des médias à divulguer l’information dans le but de faire le buzz. Car l’information, par manque de temps, n’a pas l’occasion d’être vérifiée et certifiée. Ainsi donc, sans certification, il y a plus de chances de tomber sur une information erronée et créée par des complotistes.
Cependant, les médias officiels ne jouent pas qu’un rôle explicite. En effet, ils vont involontairement retransmettre une image gouvernementale et officielle des choses. Cette image déplaît de plus en plus chaque année et invite donc les personnes à s’orienter sur d’autres moyens d’information, qui sont quant à eux moins officiels et qui ont tendance plus facilement à appuyer des théories complotistes qui n’ont pas un fondement solide.
Toutefois, certains médias souhaitent utiliser les théories du complot liées à Apollo 11 pour s'octroyer davantage d'auditeurs/lecteurs/spectateurs. Ce fut le cas, dans les années 2000, avec le documentaire : Conspiracy Theory: Did We Land on the Moon, où la FoxTv, une grande chaîne de télévision américaine, a profité des controverses dans l'opinion américaine pour répandre des doutes vis-à-vis de l'existence des missions lunaires américaines.
Un sondage de 1999 a révélé que 11 % des Américains doutaient de la réalité des alunissages, et des représentants de la Fox ont affirmé que ce scepticisme s'était élevé à environ 20 % après la présentation de leur émission, vue par quelque 15 millions de téléspectateurs (sondage réalisé par Pew Research Centre).

## Ouvrages et documentaires autour des rumeurs sur le programme Apollo
- En 1976, un certain Bill Kaysing, qui ne se revendique lui-même ni comme scientifique ni comme ingénieur, publie à compte d'auteur un ouvrage intitulé Nous ne sommes jamais allés sur la Lune : l'escroquerie américaine à trente milliards de dollars, dans lequel il soutient que l'ensemble du programme Apollo, dont les six missions lunaires réalisées jusqu'en 1972, constitue un mensonge d'État[31]. L'ouvrage ne connaît pas un grand succès mais trouve son public auprès des cercles conspirationnistes. Dans une réédition de 2002, après la résurgence de cette théorie, le livre défendra aussi l'idée que l'accident de la navette Challenger en 1986 a été planifié par la NASA[42]. Selon Kaysing, cette mystification participe à un programme général de « lavage de cerveau des Américains » incluant le contrôle des médias[42].
- Le film de fiction Capricorn One de Peter Hyams, sorti en 1978, raconte l'histoire d'une conspiration visant à faire croire à un vol habité sur la planète Mars. Au dernier moment, les astronautes sont sortis de la fusée spatiale et amenés de force dans un studio perdu au milieu du désert dans lequel ils vont jouer les scènes censées se dérouler sur Mars. Ce film, dont le scénario est inspiré des rumeurs circulant autour du programme Apollo, contribuera à faire connaître celles-ci bien que ce n'ait pas été l'objectif du réalisateur.
- Le livre de l'essayiste américain Ralph René NASA Mooned America! paru en 1994[43].
- Un documentaire de quarante-cinq minutes diffusé sur la chaîne de télévision américaine Fox en février 2001 et intitulé Théorie de la conspiration : avons-nous été sur la Lune ?[5] (Conspiracy Theory: Did We Land on the Moon?), réalisé par John Moffet pour Nash Entertainment (en), reprend ces arguments. Diffusé en France par 13e rue, il a fourni une publicité à cette théorie. Bill Kaysing (cf. ci-dessus) y apparaît.
- Un faux documentaire[44], Opération Lune, de William Karel, tourné en 2001 et sorti en 2002, s'est moqué de cette théorie à l'aide d'acteurs et de petits trucages en mettant en lumière combien les images sont « simples » à manipuler pour un cinéaste accompli et comme il est « facile » de faire dire aux images ce que l'on veut. William Karel se plaît, notamment, à appeler ce genre de documentaire « documenteur », en référence à François Truffaut. Tout au long de son film, Karel s'est amusé à glisser des clins d'œil au cinéma, et à Hollywood en particulier. Paradoxalement, certains ont utilisé le film Opération Lune pour défendre la théorie du complot donnant, malgré eux, raison à Karel.

« L’idée était de détourner des entretiens, et nous n’avons mis aucun des témoins dans la confidence, ni les gens de la NASA, ni Aldrin, ni la femme de Kubrick, ni le frère de celle-ci. […] En détournant leurs témoignages, il suffisait d’avoir un « faux » témoin, en l’occurrence la secrétaire de Nixon, pour faire le lien et rendre l’histoire crédible. Aux « vrais » témoins, nous disions que nous faisions un film sur Kubrick, sur son film, sur la Lune ou sur la NASA, et nous leur posions des questions un peu vagues… »

— William Karel
- En 2006, Patrick Besson, écrivain et éditorialiste au Point, dans son roman Marilyn Monroe n'est pas morte, après avoir soutenu dans une première partie que Marilyn Monroe et le président Kennedy avaient mis en scène leur disparition presque simultanée pour vivre ensemble[45], affirme dans une deuxième partie que les Américains ne sont pas allés sur la Lune.
- L'ouvrage de Gerhard Wisnewski, One Small Step?: The Great Moon Hoax and the Race to Dominate Earth from Space, paru en 2007[46].
- En août 2008, l'émission de télévision MythBusters diffusée sur Discovery Channel revient sur les rumeurs concernant les missions humaines sur la Lune avec des scientifiques et des spécialistes d'effets spéciaux qui réfutent les principaux arguments :
  - la présence d'ombres non parallèles sur une photo est possible ; après avoir recréé un plateau avec une source unique de lumière, Mythbusters montre que les reliefs du sol suffisent à créer cet effet ;
  - la lumière du Soleil reflétée par le sol suffit à éclairer suffisamment l'astronaute qui descend l'échelle sur une photo célèbre ; l'expérience en plateau qui recrée avec exactitude les caractéristiques de réflexion de la lumière du sol lunaire le montre ;
  - l'empreinte de pas sur le sol lunaire n'a pas besoin d'humidité pour être bien visible, comme en témoigne l'expérience dans une chambre à vide, sur du sable recréant celui de la Lune. N'ayant pas à subir l'érosion du vent, le sable lunaire (le régolithe) est en fait constitué de petits grains pointus qui lui permettent de conserver les traces ;
  - le drapeau bouge davantage dans le vide que dans l'air parce qu'il a été touché par l'astronaute et que la résistance de l'air ne s'exerce plus pour ralentir l'oscillation. L'illusion d'un souffle d'air le faisant bouger est bien une illusion ; il bouge uniquement parce qu'il a été manipulé par l'astronaute ; il met beaucoup de temps à s'arrêter de bouger, en absence de frottement avec l'air ; la réplique dans une chambre à vide du drapeau d'après les plans originaux en témoigne ;
  - il est démontré, après plusieurs tentatives infructueuses, qu'il n'est pas possible en studio de recréer (même avec des moyens sophistiqués) les mouvements souples et aisés des astronautes sur la Lune dus à la faible gravité. En revanche, lors d'un vol parabolique qui restitue la gravité de la Lune, les mouvements des personnes portant une réplique de la combinaison spatiale sont identiques à ceux des astronautes sur la Lune.
- Le documentaire réalisé par Massimo Mazzucco American Moon, paru lors de l'été 2017, traitant de la mission Apollo 11 et des différentes scènes photographiées lors de la mission extra-véhiculaire :
  - on peut y voir des comparaisons avec des photographes en ce qui concerne le « sur-éclairage » de la fameuse scène du drapeau, pour certains d’entre eux, les ombres des photos sont telles que le soleil doit être à une dizaine de mètres de la scène. La différence de sens des ombres est aussi mis en avant sur ces différentes photos ;
  - l'accélération des différentes vidéos de la mission spatiale fait penser à un film tourné sur Terre, ce qui pourrait correspondre au fait que la NASA a signalé la perte des films originaux de l'alunissage et des premiers pas de Neil Armstrong sur la Lune[22] ;
  - le sujet du drapeau qui flotte est traité, mais est assez vite expliqué et démontré, le drapeau étant fabriqué avec une tige de fer permettant au drapeau de se tenir droit, faisant croire qu'il y avait une atmosphère lunaire, ce détail a été pris comme un argument supplémentaire pour des sceptiques sur la réussite réelle de cette mission, car à l'époque, la NASA n'avait pas communiqué sur ce sujet[47].

## Dans la culture populaire
- Le Cosmoschtroumpf
- Capricorn One
- Apollo 18
- Interstellar
- Moonwalkers
- Les diamants sont éternels
- To the Moon (film, 2024)
- Opération Lune